# Heinrich Wenck
Heinrich "Henry" Emil Charles Wenck (født 10. marts 1851 i Aarhus, død 3. februar 1936 i Charlottenlund) var en dansk arkitekt, der var DSB's ledende arkitekt 1894-1921. Han tegnede omkring 150 stationsbygninger til både stats- og privatbaner, heriblandt Københavns Hovedbanegård. Han var desuden akvarelmaler og fra 1903 titulær professor ved Kunstakademiet.

## Uddannelse
Heinrich Wenck var søn af general à la suite Heinrich Theodor Wenck og hustru født Pacht. Efter forberedelse hos arkitekturmaler Peter Kornbeck og på C.V. Nielsens tegneskole var han på Teknisk Institut og studerede dernæst ved Det Kongelige Danske Kunstakademi 1869-1876 og modtog 1878 Akademiets lille guldmedalje for et projekt til et bibliotek i gotisk stil. Hans lærere på Akademiet var Ferdinand Meldahl og Christian Hansen. Han modtog Akademiets stipendium og var på rejse i Italien 1883-85.

## Karriere
Wencks virke kom næsten udelukkende til at ligge inden for Statsbanerne, hvor han var ansat fra 1882, og han var DSB's ledende arkitekt 1894-1921 (hovedarkitekt 1894, overarkitekt 1919). Allerede fra 1891, hvor han fik titel af førstearkitekt, begyndte Wenck dog at overtage mere og mere af chefen N.P.C. Holsøes arbejde, da Holsøe blev ramt af en øjensygdom. Helsingør Banegård udført sammen med Holsøe blev Wencks første større arbejde, men stationen i pompøs Rosenborg-stil, der alluderer til naboskabet med Kronborg, holder sig inden for tidens historicisme.
Kystbanens stationer (1895-97), for hvilke Wenck modtog Eckersberg Medaillen 1898, regnes for hans gennembrudsværk og hovedværk, hvor hans fabulerende Martin Nyrop-inspirerede nationalromantik folder sig ud. Han tegnede ikke kun stationerne, men også ledvogterhuse, kommandopost, remise, banearbejderhuse, pakhuse og toiletbygninger. Nogle af husene er opført ud fra typetegninger, men ofte i forskelligt farvet tegl (rødt/gult). På Kystbanen blev hans konsekvente farveholdning, svenskrød og mørkegrøn/flaskegrøn, også knæsat, og farverne kom til at gå igen på Københavns Hovedbanegård og mange andre banegårde og privatbanestationer (f.eks. Lygten Station). Han tegnede også skilte, dørhåndtag, fresker og lysekroner, så hans stationer fik karakter af Gesamtkunstwerk. Også Københavns Godsbanegård (nu nedrevet) blev belønnet med Eckersberg Medaillen 1901.
I Wencks tid som chefarkitekt i DSB gennemgik det danske jernbanenet en voldsom ekspansion i form af både nyanlagte statsbaner og privatbaner, og Wenck kom til at tegne hovedparten af de mange stationsbygninger og andre jernbanebygninger, der blev opført i denne periode. Han fulgtes på posten som overarkitekt af eleven K.T. Seest, der fortsatte den høje arkitekturstandard hos etaten.
Stilistisk arbejdede Wenck først i den nationalromantiske stil med en veludviklet sans for at parre italienske renæssanceelementer (loggiaer, rundbuer, fladbuer) med vikingetidselementer for siden at bevæge sig i retning af Bedre Byggeskik, nybarokken og nyklassicismen. Det er dog tydeligt, at Wenck aldrig formåede at gøre nyklassicismens strenge formprincipper helt til sine egne. Hans bygninger præges i hele perioden af rationelle, gennemarbejdede planløsninger og en høj håndværksmæssig standard i udførelsen. Kollegaen Erik Schiødte skrev i Dansk Biografisk Leksikon om Wencks stationer, at "de er moderne i god Betydning".

## Wencks tegnestue
Wencks tegnestue var attraktiv for tidens unge arkitekter, hvoriblandt Povl Baumann, Helge Bojsen-Møller, Axel Preisler, Carl Petersen, Thorkild Henningsen, Hans Koch, Viggo Bertram, Knud Marstrand, Fredrik Appel, Ivar Bentsen, Jesper Tvede, Holger Rasmussen, Svend Harboe, Christian Brandstrup, Ole Falkentorp, Einar Ambt, Niels Gotenborg og Sylvius Knutzen havde deres gang, og tegnestuen, hvor der var frihed til selvstændighed, blev arnestedet for dannelsen af Den fri Architektforening i 1909 og den nyklassicistiske bevægelse.
Ud over arbejderne for Statsbanerne tegnede Wenck et antal bygninger for Post og Telegrafvæsenet, heriblandt Centralpostbygningen i København, og for Toldvæsenet.
Han var også en habil akvarelmaler, der udstillede på Charlottenborg Forårsudstilling 1878-1901, hos Kunstnerforeningen af 18. November 1882 i 1921, på Nordisk Kunstudstilling, København 1883 og 1888, på Verdensudstillingen i Paris 1900, på Rådhusudstillingen i København 1901 og på Dänische Ausstellung, Kgl. Kunstgewerbemuseum, Berlin 1910-11. Som arkitekt deltog han i Landsudstillingen i Aarhus 1909.
Wenck fik flere gange mulighed for at rejse. Han var således i Tyskland 1876, 1883, 1902, 1907 og 1909, i Italien 1876, 1883-85 (studierejsen), 1906, 1907 og 1909, i Frankrig 1876, 1902 og 1911, i Belgien 1876, i Holland 1876, 1900 og 1902, i England 1883-85 og 1900 og i Schweiz 1902.

## Familie
Han giftede sig 10. marts 1895 i Marmorkirken med Helga Thyra Fanny Gram (29. juni 1869 i København – 31. januar 1923 på Frederiksberg), datter af kollektør, grosserer Jens Jensen (navneforandring til Jensen-Gram 1899, til Gram 12. maj 1905) (1836-1925) og Petrea Anne Marie Olsen (1834-1921). Begge ligger begravet på Gentofte Kirkegård, hvor Wenck har tegnet gravmælet.
Wenck udgav i 1928 Familien Wencks Slægtbog, hvor han fremlægger resultaterne af forskning i sin slægts historie.

## Udmærkelser
Heinrich Wenck bar Dannebrogordenen (Ridder 1897, Dannebrogsmand 1907 og Kommandør af 2. grad 1911), Fortjenstmedaljen i guld (1914). Han bar også de udenlandske ordener: Græske Frelserorden, Mecklenborgske Grif-orden og den Preussiske Røde Ørns Orden.

## Gengivelser
Wenck er malet af Michael Ancher 1925 (Skagens Museum) af Vilhelm Rosenstand og der findes desuden et portræt af Wenck malet af vennen, den svenske maler Oscar Björck. Han er også portrætteret på Viggo Johansens maleri Et Akademirådsmøde, 1904 (Statens Museum for Kunst). Xylografi af H.C. Olsen 1909 efter fotografi. Der findes fotografier af Marius Christensen og Peter Elfelt.
DSB's ellokomotiv Litra EA 3003 er navngivet Heinrich Wenck.

## Galleri
- Helsingør Banegård (1891)
- Gilleleje Station (1896)
- Østerport Station (1897)
- Kommandopost på Klampenborg Station (1897)
- Nivå station (1897)
- Humlebæk Station (1897)
- Kalvehave Station (1897, nedlagt)
- Nykøbing Sjælland Station (1899)
- Store Fuglede Station (1898, nedlagt)
- Aarhus Hammelbanegård (1901, nu Aarhus Bymuseum)
- Nørre Nebel Station (1902)
- Gedser Station (1903)
- Espergærde Station (1904)
- Valby Station (1911)
- Københavns Hovedbanegård (1912)
- Odense Banegård (1914, nedlagt)
- Glostrup Station (1919)
- Videbæk Station (1920, nedlagt)
- Aarhus Godsbanegård (1923, nedlagt)

## Værker

### Arkitektur

#### Jernbane- og postbygninger
- Bygninger til Østsjællandske Jernbaneselskab (1879)
- Stationer på Gribskovbanen (1879-80)
- Helsingør Banegård (II) (1889-91, sammen med N.P.C. Holsøe, fredet 1992)
- Kongens Lyngby Banegård (II) (1890-91, sammen med N.P.C. Holsøe, nedrevet 1956)
- Stationerne på Slagelse-Næstved banen og Skælskørbanen (1891-92): Dalmose Station, Sandved Station m.fl.
- Frihavnens Station, København (1895, udvidet 1900, restaureret 1986, nedtaget 2002, genopført 2005)
- Kystbanens stationer (1895-97, tildelt Eckersberg Medaillen): (Østerport Station, oprindeligt Østbanegården (1894-97, ombygget 1923 af K.T. Seest, fredet 1992, remise brændt i slut 1960'erne og nedrevet, vandtårn nedrevet i 1970'erne), udvidelse af Klampenborg Station samt kommandopost, ventesal og indkøb af perronhal (fredet 1992), Skodsborg Station (fredet 1992), Vedbæk Station (fredet 1992, pakhus nedrevet 2001), Rungsted Kyst Station (stykgodspakhus flyttet), Nivå Station, Humlebæk Station (ventesal opført 1900, pakhus nedrevet 2006 og ventesal vest ombygget), Espergærde Station (udvidet 1903) samt remise, ledvogterhuse, pakhuse og jernbanearbejderboliger)
- Københavns Godsbanegård (1895-1901, nedrevet 1968)
- Stationerne på Græsted-Gilleleje banen (1896): Pårup Station (nedrevet 1984) m.fl.
- Stationerne på Kalvehavebanen (1897): Vordingborg Slotsstation (nedrevet 1959), Stensved Station (nedrevet 1963), Kalvehave Station m.fl.
- Stationerne på Svendborg-Nyborg Banen (1897): Svendborg Lokalstation, Skaarup Station (nedrevet) m.fl.
- Ry Station, tilbygning (1898)
- Stationerne på Slagelse-Værslev-banen (1898): Havrebjerg Station, Løve Station, Høng Station, Gørlev Station, Store Fuglede Station, Jerslev Station, Forsinge Station
- Lokomotivremise, vandtårn mm. på Holbæk Station (1898-99)
- Stationerne på Odsherreds Jernbane (1899): Svinninge Station, Hørve Station, Nykøbing Sjælland Station (stærkt ombygget) m.fl.
- Stationerne på Næstved-Præstø banen (1900): Tappernøje Station (nedrevet 1979), Præstø Station m.fl.
- Stationer på Lyngby-Vedbæk-banen (1900): Nærum Station
- Ombygning af Holte Station (1900)
- Stationerne på Aarhus-Hammel-Thorsø Jernbane (1901): Aarhus Hammelbanegård (nu Aarhus Bymuseum), Hammel Station, Thorsø Station m.fl.
- Stationerne på Ebeltoft-Trustrup Jernbane (1901): Ebeltoft (nedrevet 1970) m.fl.
- Ombygning af Ry Station og Laven Station (1901, Laven nedrevet)
- Københavns Godsbanevandtårn, Otto Busses Vej (1901 og 1907)
- Stationerne på Høng-Tølløse Jernbane (1901): Remisen i Tølløse (1902)
- Aalborg Godsstation (1902, nedrevet 1959)
- Stationerne på Varde-Nørre Nebel Jernbane (1902): Varde Vest Station (med remise og vandtårn), Nørre Nebel Station m.fl.
- Esbjerg Banegård (II) (1902-04, fredet)
- Stationerne på Sorø-Vedde-banen (1902-03): Sorø Bystation (med remise), Pedersborg Station, Døjringe Station, Munke Bjergby Station, Vedde Station (med remise)
- Sorø Toldkammer og Posthus (1903)
- Gedser Banegård (II) (1903)
- Stationerne på Horsens-Odder Jernbane (1904)
- Stationerne på Thisted-Fjerritslev Jernbane (1904): Vesløs Station (nedrevet 1987) m.fl.
- Holstebro Banegård (II) (1904, fredet 1990)
- Stationerne på Holstebro-Herning Jernbane (1904): Vildbjerg Station (nedrevet 1977), Aulum Station m.fl.
- Københavns Hovedbanegård (3. banegård) (1904-12, ombygget flere gange, bl.a. 1977-80 ved Dissing + Weitling, fredet 1983, vandtårn og signalposter nedrevet. Einar Ambt var konduktør)
- Strømmen Station (1905, nedlagt, fredet 2006)
- Bjerregrav Station (II) (1905, nedrevet 1986)
- Stevnstrup Station (II) (1905, nedrevet 1979)
- Korsør Banegård (II) og Toldkammer (1905-06, fredet 1992)
- Stationerne på Viborg-Herning banen (1906): Udvidelse af Viborg Station, Bækkelund Station, Skelhøje Station (nedrevet 1982), Frederiks Station, Karup Station, Ilskov Station, Sunds Station, Nybo Station, Herning Banegård (II) (1906, nedrevet 1978)
- Vipperød Station (1906)
- Stationerne på København-Slangerup Banen (1906): Lygten Station (København L) (fredet 1992, remise nedrevet), Emdrup Station (nedrevet), Buddinge Station (nedrevet 1978), Bagsværd Station, Hareskov Station (nedrevet 1977), Værløse Station (nedrevet 1977), Farum Station (nedrevet 1977), Lynge Station, Lindholm Station, Slangerup Station og remise (nedrevet 2000) m.fl.
- Nørresundby Station (1906-07, fredet)
- Stationerne på Amagerbanen (1906-07): Amagerbro Station (nedrevet 1938), Øresundsvej Station, Engvej Trinbræt (nedrevet), Kastrup Station, Tømmerup Station (nedrevet 1968), Store Magleby Station (nedrevet), Dragør Station (vandtårn og remise nedrevet)
- Tietgensbroen, København (1907-09, ombygget flere gange, støbejernsgitter nedtaget 1995)
- DSBs centralværksteder, København (1907-10)
- Herfølge Station (1908, fredet)
- Perrontunnel og -huse på Lyngby Station (1908)
- Lille Skensved Station (1908)
- Hørning Station (1908, nedrevet 1983)
- Resenbro Station (1908)
- Nye stationer på Den fynske hovedbane: Bred Station (1908, nedrevet 1978), Nørre Åby Station (1909, fredet), Gelsted Station, Skalbjerg Station og Marslev Station
- Bur Station (II) (1909, nedrevet 1970)
- Centralpostbygningen, Tietgensgade, København (1909-12)
- Administrationsbygning til DSBs centralværksteder i Aarhus (1910, sammen med Povl Baumann)
- Vesterfælledvej Station og gangbro (1911, nedrevet 1984)
- Valby Station (1911, overdækket gangbro nedrevet)
- Hinnerup Station (1911)
- Stenløse Station, Stenløse (1912)
- Stationerne på Rødkærsbro-Kjellerup-banen (1912): Rødkærsbro Station, Sjørslev Station, Kjellerup Station
- Odense Banegård (II) (1912-14, nedlagt)
- Stationer på Ørsaa-Asaa-banen (1914): Asaa Station m.fl.
- Engesvang Station (1914)
- Vejle Godsbanegård, Gammelhavn 14, Vejle (1914)
- Stationerne på Thyregod-Herning banen og Give-Herning Jernbane (1914-15): Fasterholt Station (nedrevet 1980), Kølkær Station (nedrevet 1983), Brande Station (med remise, 1913, udvidet 1918), Kollund Station, Thyregod Station
- Grejsdal Station (II) (1914-15, nedrevet 1977)
- Vinderup Station (1915)
- Stationerne på Hornbæk-Gilleleje-banen (1915-16)
- Stationerne på Funder-Bramming banen (1915-17)
- Stationerne på Bramming-Grindsted-banen (1916): Grindsted Station m.fl.
- Kokkedal Station (II) på Kystbanen (1916)
- Udvidelse af Svendborg Station (1916)
- Stationerne på Boulevardbanen (1916-17): Nørreport Station (de to pavilloner nedrevet 1932, trapper nedrevet 2011-13)
- Stationerne på Grindsted-Brande-banen (1917)
- Ombygning af Sandved Station (1917)
- Hedehusene Station (1917)
- Taastrup Station (1917-18, nedrevet 1979)
- Vejen Station (II) (1917, fredet)
- Gilleleje Station, Gilleleje Stationsvej 10 (1918)
- Kolding Godsbanegård, Jens Holms Vej 5, Kolding (1918)
- Glostrup Station (1918-19, vinduer ændret)
- Lygten Godsstation, Borgmestervangen 5 (1918-20, indstillet til fredning af Det Særlige Bygningssyn 2005, alligevel nedrevet 2007) [1]
- Aarhus Godsbanegård (1918-23) [2]
- Vandtårn, Grindsted Station (1919)
- Kommandopost, Vejen Station (1919, fredet)
- Jernbaneskolen i Hellerup, nu Region Hovedstadens Tale- og Høreinstitut, Rygårds Allé 45 (1919-20, ombygget og vinduer udskiftet)
- Udvidelse af Københavns Hovedbanegård med administrationsfløj, Bernstorffsgade (1919-23, sammen med K.T. Seest, fredet)
- Struer Toldkammer (1920)
- Stationer på Brande-Funder banen (1920): Blåhøj Station (nedrevet 1984) m.fl.
- Stationer på Skjern-Videbæk banen (1920): Videbæk Station m.fl.
- Jegerup Station (1920, nedrevet 1972)
- Telegrafstationen i Nykøbing Falster (1920-21)
- Fragtmandshallerne, Borgmestervangen 7, København (1920-25, sammen med K.T. Seest, indstillet til fredning af Det Særlige Bygningssyn 2005, alligevel nedrevet 2007)[1]
- Østerport Godsbanegård (1921)

I alt findes der omkring 150 stationer fra hans hånd. 15 bygningsværker af Wenck er bygningsfredet.

#### Andre bygninger
- Villa Søbæk, Strandvejen 394, Espergærde (1902)
- Forbrændingsanstalt, nu idrætshal, Stæhr Johansens Vej, Frederiksberg (1903, skorsten, ovnhal og el-værk består i ombygget form, knuseværk nedrevet)
- Tilbygning til eget hus, Carl Baggers Allé 7 (opr. Baggersvej 1), Charlottenlund (1908 og 1915, opr. hus opført 1887 ved Viggo Klein)[3]
- Interiører, Amaliegade 8 og 16 samt Østergade 8, København (1920)

### Projekter
- Flere projekter til Københavns Hovedbanegård (1898-1904)
- Telegrafbygning på Nikolaj Plads, København (offentliggjort i Illustreret Tidende 1906)

### Monumenter
- Gravmæle for faderen Heinrich Theodor Wenck, Garnisons Kirkegård
- Monument over Holger Hammerich på Langelinie (1918, sammen med Anders Bundgaard)
- Det holmbladske Gravkapel, Nathanaels Kirke, København (1920)
- Eget og hustruens gravmæle på Gentofte Kirkegård

### Udgivelser
- Familien Wencks Slægtbog, København: Langkjærs Bogtrykkeri 1928.